# Anna Fischer-Dückelmann
Anna Clara Theresia Fischer-Dückelmann (ur. 5 lipca 1856 w Wadowicach, zm. 5 listopada 1917 w Asconie) – pierwsza kobieta z krajów niemieckojęzycznych, która uzyskała dyplom medyczny na Uniwersytecie w Zurychu. 

## Życiorys
Była córką Friedricha Dückelmanna, austriackiego lekarza wojskowego. Wyszła za Arnolda Fischera i przed 1890 urodziła troje dzieci.
W 1896 roku uzyskała stopień naukowy na uniwersytecie. W tym czasie nadal nie wolno było kobietom zapisywać się na niemieckie uniwersytety lub szkoły medyczne. Od tego czasu jest znana jako naturopatka i lekarka dla kobiet w Niemczech. Opublikowała wiele książek, które zostały przetłumaczone na różne języki.
W latach 1897–1914 prowadziła praktykę lekarską dla kobiet i pediatryczną w Dreźnie w Niemczech.
Die Frau als Hausärztin (Kobieta lekarką domową, 1901) to jedno z jej najbardziej znanych dzieł. Nosi podtytuł: podręcznik lekarski do pielęgnowania zdrowia i lecznictwa w rodzinie z szczególnem uwzględnieniem chorób kobiecych i dziecięcych, położnictwa i pielęgnowania dzieci.